# Vũ Ngọc Thịnh
Vũ Ngọc Thịnh (sinh 8 tháng 7, 1992) là cầu thủ bóng đá chuyên nghiệp Việt Nam đang thi đấu trong màu áo Hải Phòng.

## Sự nghiệp quốc tế

### Ra sân đội tuyển quốc gia
| Năm                         | Trận                        | Bàn                         |
| Đội tuyển quốc gia Việt Nam | Đội tuyển quốc gia Việt Nam | Đội tuyển quốc gia Việt Nam |
| --------------------------- | --------------------------- | --------------------------- |
| 2016                        | 3                           | 0                           |
| 2017                        | 3                           | 0                           |
| 2018                        | 0                           | 0                           |
| Tổng                        | 6                           | 0                           |

## Danh hiệu

### Quốc tế
U23 Việt Nam
 Hạng ba: SEA Games: 2015